# Linha 7 do Metrô da Cidade do México
A Linha 7: El Rosario ↔ Barranca del Muerto é uma das linhas em operação do Metrô da Cidade do México, inaugurada no dia 20 de dezembro de 1984. Estende-se por cerca de 18,784 km, dos quais 17,011 km são usados para serviço e o restante para manobras. A cor distintiva da linha é o laranja.
Possui um total de 14 estações em operação, das quais 13 são subterrâneas e 1 é superficial. As estações El Rosario, Mixcoac, Tacuba e Tacubaya possibilitam integração com outras linhas do Metrô da Cidade do México.
A linha, operada pelo Sistema de Transporte Colectivo, possui o quinto menor tráfego do sistema, tendo registrado um movimento de 104.886.558 passageiros em 2016. Atende as seguintes demarcações territoriais da Cidade do México: Álvaro Obregón, Azcapotzalco, Benito Juárez e Miguel Hidalgo.

## Trechos
A Linha 7, ao longo dos anos, foi sendo ampliada a medida que novos trechos eram entregues. A tabela abaixo lista cada trecho construído, junto com sua data de inauguração, sua extensão, o número de estações inauguradas, a extensão acumulada da linha e o número de estações acumulado:
| Trecho                         | Inauguração            | Extensão entregue | N.º de estações entregue | Extensão acumulada | N.º de estações acumulado |
| ------------------------------ | ---------------------- | ----------------- | ------------------------ | ------------------ | ------------------------- |
| Tacuba ↔ Auditorio             | 20 de dezembro de 1984 | 5,424 km          | 4                        | 5,424 km           | 4                         |
| Auditorio ↔ Tacubaya           | 22 de agosto de 1985   | 2,730 km          | 2                        | 8,154 km           | 6                         |
| Tacubaya ↔ Barranca del Muerto | 19 de dezembro de 1985 | 5,040 km          | 4                        | 13,194 km          | 10                        |
| El Rosario ↔ Tacuba            | 29 de novembro de 1988 | 5,590 km          | 4                        | 18,784 km          | 14                        |

## Estações
| Nome                   | Inauguração            | Demarcação territorial | Integração | Posição     | Latitude      | Longitude     |
| ---------------------- | ---------------------- | ---------------------- | ---------- | ----------- | ------------- | ------------- |
| El Rosario             | 29 de novembro de 1988 | Azcapotzalco           |            | Superfície  | 19° 30' 16" N | 99° 12' 00" O |
| Aquiles Serdán         | 29 de novembro de 1988 | Azcapotzalco           | -          | Subterrânea | 19° 29' 26" N | 99° 11' 42" O |
| Camarones              | 29 de novembro de 1988 | Azcapotzalco           | -          | Subterrânea | 19° 28' 45" N | 99° 11' 24" O |
| Refinería              | 29 de novembro de 1988 | Azcapotzalco           | -          | Subterrânea | 19° 28' 12" N | 99° 11' 26" O |
| Tacuba                 | 20 de dezembro de 1984 | Miguel Hidalgo         |            | Subterrânea | 19° 27' 34" N | 99° 11' 21" O |
| San Joaquín            | 20 de dezembro de 1984 | Miguel Hidalgo         | -          | Subterrânea | 19° 26' 45" N | 99° 11' 31" O |
| Polanco                | 20 de dezembro de 1984 | Miguel Hidalgo         | -          | Subterrânea | 19° 26' 01" N | 99° 11' 28" O |
| Auditorio              | 20 de dezembro de 1984 | Miguel Hidalgo         | -          | Subterrânea | 19° 25' 32" N | 99° 11' 31" O |
| Constituyentes         | 22 de agosto de 1985   | Miguel Hidalgo         | -          | Subterrânea | 19° 24' 43" N | 99° 11' 29" O |
| Tacubaya               | 22 de agosto de 1985   | Miguel Hidalgo         |            | Subterrânea | 19° 24' 12" N | 99° 11' 14" O |
| San Pedro de los Pinos | 19 de dezembro de 1985 | Benito Juárez          | -          | Subterrânea | 19° 23' 29" N | 99° 11' 10" O |
| San Antonio            | 19 de dezembro de 1985 | Benito Juárez          | -          | Subterrânea | 19° 23' 05" N | 99° 11' 11" O |
| Mixcoac                | 19 de dezembro de 1985 | Benito Juárez          |            | Subterrânea | 19° 22' 33" N | 99° 11' 15" O |
| Barranca del Muerto    | 19 de dezembro de 1985 | Álvaro Obregón         | -          | Subterrânea | 19° 21' 38" N | 99° 11' 25" O |